# Macrorhynchia grandis
Macrorhynchia grandis is een hydroïdpoliep uit de familie Aglaopheniidae. De poliep komt uit het geslacht Macrorhynchia. Macrorhynchia grandis werd in 1879 voor het eerst wetenschappelijk beschreven door Clarke. 